# Basarab I. Vlaški
Basarab I. ali Basarab Ustanovitelj  (romunsko Basarab Întemeietorul) je bil vojvoda in kasneje neodvisen vladar Vlaške, ki je vladal približno od leta 1310 do 1352, * ni znano, † 1352.
Veliko podatkov o njegovem življenju je nezanesljivih. Čeprav je njegovo ime turškega izvora, vsi viri iz 14. stoletja soglasno trdijo, da je bil Vlah. Na oblast je prišel pred letom 1324, vendar  okoliščine  niso znane. Po dveh priljubljenih teorijah je nasledil svojega očeta Tokomerja  ali legendarnega ustanovitelja Vlaške Raduja Negruja. 
Prvič je omenjen na kraljevi listini z datumom 24. julij 1324 kot vojvoda Vlaške in vazal  Karla I. Ogrskega. Leta 1325 je odrekel »lojalnost Sveti ogrski kroni«, osvojil Severinsko banovino in vdrl v južne pokrajine Ogrskega kraljestva. S pomočjo bolgarskega vladarja Ivana Šišmana je napadel tudi Kraljevino Srbijo. Njuna združena vojska je bila v bitki pri Velbăždu 28. junija 1300 poražena. Karel I. Ogrski je kmalu zatem napadel Vlaško. Njegova vojska je padla v zasedo in bila med 9. in 12. novembrom 1330 v bitki pri Posadi skoraj v celoti uničena. 
Po porazu se je ogrska nadoblast nad Vlaško končala. Ustanovljena je bila prva neodvisna romunska kneževina. Basarabovi nasledniki so v Vlaški vladali najmanj dve stoletji. Po njegovi dinastiji se imenuje Besarabija, regija med rekama Dneper in Prut.

## Poreklo
Basarab je bil po podatkih iz listine ogrskega kralja Karla I. iz leta 1332 sin prvega neodvisnega vlaškega vojvode Tokomerja (ali Tihomirja). Očetovega družbenega položaja ni mogoče določiti. Ena od teorij trdi, da je bil potomec vlaškega mogotca Seneslava iz 13. stoletja.  Zgodovinar Vlad Georgescu trdi, da je bil Tokomerij morda naslednik oltenijskega vladarja Bărbata iz poznega 13. stoletja, medtem ko zgodovinar  Tudor Sălăgean  trdi, da je bil lokalni mogočnik.
Basarabovo ime je turškega porekla. Prvi del njegovega imena, bas-,lahko pomeni tlačiti, vlada ali vladati, drugi del imena pa se ujema s turškim spoštljivim naslovom aba ali oba, ki se je uporabljal za očeta ali starejšega sorodnika. Pojavlja se tudi v kumanskih imenih, na primer Terteroba, Arslanapa in Ursoba.    Basarabovo ime kaže, da bi lahko bil kumanskega ali pečeneškega porekla, vendar se tega ne da dokazati. Najmanj štiri kraljeve listine iz 14. stoletja pričajo, da je bil Vlah. Karel I. Ogrski ga  leta 1322 imenuje   »Basarab, naš  nezvesti Vlah«.
Papež Janez XXII. ga v pismu z datumom 1. februar 1327 naslavlja  »pobožni katoliški knez«. Istega dne je papež poslal podobna pisma tudi Karlu I. Ogrskemu in njegovim visokim uradnikom, med katerimi sta bila transilvanski vojvoda Thomas Szécsényi in slavonski ban Mikcs Ákos, v katerih jih prosi za pomoč dominikancev v borbi proti Heretikom. Iz papeževega pisma je razvidno, da je bila Basarab katolik, kar bi lahko dokazalo tudi njegovo kumansko poreklo, saj so bili Kumani krščeni po katoliškem obredu. Zgodovinarja Matei Cazacu in  Dan Mureșan to teorijo zavračata, ker vsi viri pričajo, da je bil pravoslavne veroizpovedi. Ogrski ilustrirani letopis Chronicon Pictum, ki je bil dokončan v poznih 1350. letih, omenja Basaraba kot  »izdajajskega  krivoverca«.

## Vladanje

### Vojvoda Karla I.
Podrobnosti Basarabovega prihoda na oblast so nejasne. Zgodnji vlaški letopisi ustanovitev Vlaške pripisujejo  legendarnemu Raduju Negruju. Po vlaških letopisih iz 17. stoletja je Negru zapustil Făgăraș in leta 1290 ali 1292 v spremstvu  »mnogo ljudi«   prišel v Vlaško. Eden od letopisov, Istoria Țării Românești, trdi, da je Basarab priimek oltenske bojarske družine, ki je po Negrujevem prihodu priznala njegovo nadoblast. Zgodovinar Neagu Djuvara Basaraba (ali morda njegovega očeta) poskusno  z Radujem Negrujem. Laurenţiu Rădvan domneva,  da je Basarab od leta 1304 do 1324 strmoglavil ali mirno nasledil Raduja Negruja. Drugi zgodovinarji, med njimi Vlad Georgescu, trdijo, da je Basarab okrog leta 1310 nasledil svojega očeta Tokomerja.
Basarab je prvič dokumentirano omenjen v listini ogrskega kralja Karla I. z datumom 26. julij 1324  kot »naš vojvoda Vlaške«,  kar kaže, da ga je Karel I. imel za svojega zvestega vazala.  Zgodovinar  István Vásáry trdi, da je Basarab samo formalno sprejel Karlovo nadoblast, ko je kralj leta 1321 ponovno prevzel oblast v  ogrski obmejni provinci Severinski banovini.  V zameno za svojo lojalnost je  po trditvah zgodovinarjev Tudorja Sălăgeana in  Attile Bárányja  dobil v posest severinsko trdnjavo.

### Pot k neodvisnosti
V kraljevi listini z datumom 18, junij 1325 piše, da je nek Štefan, sin kumanskega ispána (župana) na Ogrskem izjavil, da je bil ogrski kralj »šibkejši od Basaraba in da mu ni segel  niti do gležnjev«. V isti listini je Basarab opisan kot »nelojalen sveti ogrski kroni«, se pravi, da jo je izdal.  Kraljeva listina iz leta 1329 uvršča Basaraba skupaj z Bolgari, Srbi in Tatari na seznam sovražnikov, ki so vpadali v kraljestvo okoli Mehadije v sedanji zahodni Romuniji. Zgleda, da je Basarab od leta 1324 do 1330  popolnoma obvladoval Severinsko banovino, ker ogrski dokumenti v tem obdobju ne omenjajo njenega bana. Papež Janez XXII. v pismu iz leta 1327 omenja »ozemlje Ogrskega kraljestva, ki je pod Basarabovo oblastjo«.
Bolgarski car Ivan III. Šišman je leta 1330 napadel Srbijo. Spremljali so ga »vladar  Jasov«, Vlahi in pomožne enote »črnih Tatarov«. Po podatkih v srbskih virih in pismu Stefana Dušana, ki je leta 1331 postal srbski kralj, je Basarab osebno poveljeval vlaškemu delu napadalske vojske.  Srbi so v bitki pri Velbăždu 28. julija 1330 združeno vojsko    popolnoma uničili. Šišman je bil na begu z bojišča ubit.
Karel I. je izkoristil šibkost Basarabovih zaveznikov in se odločil ponovno prevzeti oblast v Vlaški. Po podatkih iz leta 1332 napisane listine je razvidno, da je Karel nameraval prevzeti oblast v obmejnih pokrajinah, ki jih je nezakonito zasedla Vlaška. Napadel je Oltenijo, zasedel severinsko trdnjavo in septembra 1330 za severinskega bana imenoval   Denisa Szécsija. Po Ogrski ilustrirani kroniki je Basarab za nadomestilo ponudil 7.000 srebrnih  mark in letni tribut ogrskemu kralju. Obljubil je tudi, da bo svoja sinova poslal na kraljevi dvor v Visegrád v sedanji severni Madžarski.
Karel je Basarabovo ponudbo zavrnil rekoč, da je »pastir njegovih ovc in da ga bo za brado privlekel iz njegovega brloga« in nadaljeval pohod, dokler niso na pohodu na Curtea de Argeș  v redko naseljeni pokrajini začeli vojaki trpeti lakoto.  Karel je bil prisiljen z Basarabom skleniti premirje in njegova vojska se je začela umikati iz Vlaške.   9. novembra so Vlahi na ozkem prelazu skozi južna Karpate Karlovi vojski  postavili zasedo in jo začeli s strmih sten obstreljevati s puščicami. V bitki, ki je trajala do 12. novembra, je bila Karlova vojska zdesetkana, Karlu pa je komaj uspelo pobegniti.    Zgodovinar Sălăgean piše, da je Basarab odbil Karlov napad brez pomoči svojih zaveznikov. V dokumentu Karlovega sina in naslednika Ludvika I. Ogrskega iz leta 1351 piše, da so Basaraba podprli »poganski sosedje in vojaki drugih Karlovih nezvestih podložnikov«, kar kaže, da so se v Basarabovi vojski borile tudi pomožne enote Tatarov. Zanesljivost poročila, napisanega nekah desetletij po dogodku, je vprašljiva.

### Neodvisen vladar
Arheološke raziskave kažejo, da je po Karlovem uničenju prestolnice Curtea de Argeș Basarab premaknil svoj sedež  v Câmpulung. Zmaga v bitki pri Posadi mu je omogočila uvedbo aktivne zunanje politike. Podprl je svojega zeta Ivana Aleksandra, da si je februarja 1331 prilastil  bolgarsko krono, in ga leta 1331 in 1132 podprl v uspešnem pohodu proti Bizantinskemu cesarstvu.  Basarab je na začetku 1330. let domnevno zasedel severinsko trdnjavo.
Obnova Curtea de Argeș se je začela po letu 1340, ko so bile zgrajene nove fortifikacije in palača. Med Basarabovo vladavino se je začela graditi tudi knežjo cerkev svetega Nikolaja, ki je bila dokončana po njegovi smrti. Zgleda, da je okrog leta 1344 za svojega sovladarja imenoval sina Nikolaja Aleksandra.
Poleti 1344 je jugovzhodno Transilvanijo napadel Karlov sin in naslednik Ludvik I. Ogrski. Nikolaj Aleksander je želel preprečiti njegov pohod proti Vlaški, zato je Ludvika obiskal in mu prisegel zvestobo.
Po podatkih iz Vlaške kronike je vlaška vojska leta 1345 podprla ogrskega vojskovodjo Andrása Lackfija v napadih na Mongole, kar zgodovinar  Victor Spinei zavrača. Iz dokumenta njegovega vnuka Vladislava I. Vlaicuja je Basarab umrl leta 6860 po bizantinskem koledarju, kar ustreza letu 1351 ali 1352.

## Družina
Na diptihu v Câmpulungu je zaznamek »Io vojvoda Basarab in njegova žena Margita«. Četudi je na diptihu, obnovljenem leta 1710, pri prepisovanju nastala napaka, se zgodovinarji strinjajo, da se je Basarabova žena imenovala Margita (Margareta). V vlaškem ljudskem  izročilu je bila Margita katoliška  žena legendarnega ustanovitelja Vlaške Raduja Negruja. V Câmpulungu naj bi dala zgraditi katoliško cerkev. Ko je bila cerkev na možev ukaz porušena, je naredila samomor.
V dokumentu, ki se nenaša na bitko pri Velbăždu, Stefan Dušan omenja, da je bil Basarab  »tast carja Aleksandra Bolgarskega«. Aleksander je bil poročen z Basarabovo hčerko Teodoro. Zgodovinar Vásáry trdi, da jo je Basarab z njim poročil okrog leta 1323, da bi utrdil zavezništvo z Bolgarijo. Aleksander jo je zapustil in se v 1350. letih  poročil s spreobrnjeno Judinjo Saro-Teodoro.  Basarabov sin Nikolaj Aleksander je zavezništvo z Bolgarijo prekinil.

## Zapuščina
Basarabova zmaga v bitki pri Posadi je bila preokretnica v zgodovini Vlaške, ker  je omogočila njeno neodvisnost od ogrske krone in spremenila njen mednarodni položaj. Georgesku piše, da je bila Vlaška »prva noeovisna romunska kneževina«. Četudi so ogrski kralji od vlaških knezov še vedno zahtevali prisego zvestobe, so bili Basarab in njegovi nasledniki od Ogrske odvisni samo nekaj časa v 14. stoletju.
Basarabovi nasledniki, med katerimi sta bila tudi Mircea Starejši in zloglasni Vlad III. Drakula, so v Vlaški vladali najmanj dvesto let. Neagoe Basarab, član krajovske bojarske družine, je po prihodu na prestol leta 1512 ponaredil Basarabovo rodoslovje, da bi dokazal, da je tudi sam član njegove rodbine, in svoje družinsko ime spremenil v Basarab.
Od sredine 14. stoletja so bolgarske, ogrske, moldavske in srbske kronike za Vlaško uporabljale naziv Basarab. Od naslednjega stoletja dalje se je južni del ozemlja med Dnestrom in Prutom imenoval Basarabija. Po ruski zasedbi Basarabije leta 1812 se je preimenovala v Besarabijo. Regija je zdaj del Moldavije.

### Primarni vir
- The Hungarian Illuminated Chronicle: Chronica de Gestis Hungarorum (uredil Dezső Dercsényi) (1970). Corvina, Taplinger Publishing. ISBN 0-8008-4015-1.

### Sekundarni viri
- Andreescu, Stefan (1998). »The making of the Romanian principalities«.  V Giurescu, Dinu C.; Fischer-Galați, Stephen (ur.). Romania: A Historic Perspective. East European Monographs. str. 77–104. OCLC 237138831.
- Bárány, Attila (2012). »The Expansion of the Kingdom of Hungary in the Middle Ages (1000–1490)«.  V Berend, Nóra (ur.). The Expansion of Central Europe in the Middle Ages. Ashgate Variorum. str. 333–380. ISBN 978-1-4094-2245-7.
- Cazacu, Matei; Mureșan, Dan Ioan (2013). Ioan Basarab, un domn român la începuturile Țării Românești[Ioan Basarab, romunski knez na začetku Vlaške] (v romunščini). Cartier. ISBN 978-9975-79-807-5.
- Coman, Marian (2012). »Land, lordship and the making of Wallachia«. Studia Slavica et Balcanica Petropolitana. 1 (11): 79–94.
- Djuvara, Neagu (2014). A Brief Illustrated History of Romanians. Humanitas. ISBN 978-973-50-4334-6.
- Fine, John V. A (1994). The Late Medieval Balkans: A Critical Survey from the Late Twelfth Century to the Ottoman Conquest. The University of Michigan Press. ISBN 0-472-08260-4.
- Georgescu, Vlad (1991). The Romanians: A History. Ohio State University Press. ISBN 0-8142-0511-9.
- Györffy, György (1964). »Adatok a románok XIII. századi történetéhez és a román állam kezdeteihez (II. rész) [Data on the Romanians' history in the 13th century and the beginnings of the Romanian state« (PDF). Társadalmi Szemle (v madžarščini). 3–4 (7): 537–568.
- Hasan, Mihai Florin (2013). »Aspecte ale relațiilor matrimoniale munteano-maghiare din secolele XIV-XV [Aspects of the Hungarian-Wallachian matrimonial relations of the fourteenth and fifteenth centuries]«. Revista Bistriţei (v romunščini). Cumplexul Muzeal Bistrița-Năsăud. XXVII: 128–159. ISSN 1222-5096. Pridobljeno 26. januarja 2016.
- Kristó, Gyula (1988). Az Anjou-kor háborúi [Wars in the Age of the Angevins] (v madžarščini). Zrínyi Kiadó. ISBN 963-326-905-9.
- Rădvan, Laurenţiu (2010). At Europe's Borders: Medieval Towns in the Romanian Principalities. BRILL. ISBN 978-90-04-18010-9.
- Sălăgean, Tudor (2005). »Romanian Society in the Early Middle Ages (9th–14th Centuries AD)«.  V Pop, Ioan-Aurel; Bolovan, Ioan (ur.). History of Romania: Compendium. Romanian Cultural Institute (Center for Transylvanian Studies). str. 133–207. ISBN 978-973-7784-12-4.
- Spinei, Victor (1986). Moldavia in the 11th–14th Centuries. Editura Academiei Republicii Socialiste România.
- Spinei, Victor (2009). The Romanians and the Turkic Nomads North of the Danube Delta from the Tenth to the Mid-Thirteenth century. BRILL. ISBN 978-90-04-17536-5.
- Treptow, Kurt W.; Popa, Marcel (1996). Historical Dictionary of Romania. Scarecrow Press, Inc. ISBN 0-8108-3179-1.
- Vásáry, István (2005). Cumans and Tatars: Oriental Military in the Pre-Ottoman Balkans, 1185–1365. Cambridge University Press. ISBN 0-521-83756-1.

| Basarab I. Vlaški Rojen: ni znano Umrl: 1352 |                                |                               |
| Vladarski nazivi                             |                                |                               |
| Predhodnik: Tokomer (Tihomir)                | Vlaški vojvoda 1310/1319 –1352 | Naslednik: Nikolaj Aleksander |